# Brasiliana Fotográfica
Brasiliana Fotográfica é um portal digital que reúne acervos fotográficos do Brasil e do exterior. Foi fundado em 17 de abril de 2015 pela Biblioteca Nacional e pelo Instituto Moreira Salles (IMS). Na ocasião, disponibilizou  2 393 imagens - do século XIX até as primeiras décadas do século XX. Até janeiro de 2020, participavam do portal 11 instituições de patrimônio, seu acervo fotográfico possuía 6414 imagens e já haviam sido publicados 225 artigos.
O portal é um repositório voltado à preservação digital, em alta qualidade, que também estimula reflexões sobre acervos fotográficos tanto como fontes primárias, como patrimônio digital a ser conservado e mantido. Ainda tem como objetivo abordar todos os possíveis usos e funções da fotografia nacional.
Os curadores do portal são Sérgio Burgi, coordenador de fotografia do IMS, e Joaquim Marçal, coordenador da Biblioteca Nacional Digital. A pesquisadora e editora do portal é a jornalista Andrea Câmara Tenório Wanderley e seus gestores são a cientista social Roberta Zanatta (IMS) e o historiador Vinícius Martins (BN).

## Histórico
Em 2015, a Brasiliana Fotográfica começa as suas atividades disponibilizando 2.393 imagens dos acervos do IMS e da Biblioteca Nacional. Em 2016, o Leibniz-Institut fuer Laenderkunde, o Arquivo Geral da Cidade do Rio de Janeiro e a  Diretoria do Patrimônio Histórico e Documentação da Marinha passaram a integrar o portal. No ano seguinte, mais três instituições passaram a participar: o Arquivo Nacional (Brasil), a Casa de Oswaldo Cruz / Fiocruz e o Museu da República. Em 2018, 2019 e 2020, aderiram à Brasiliana Fotográfica o Museu Histórico Nacional, a Fundação Joaquim Nabuco e o Museu Aeroespacial, respectivamente.

## Acervo
No acervo referente ao IMS, o portal disponibiliza as coleções "Mestres do século XIX", "Gilberto Ferrez", "Brascan 100 anos no Brasil", "Pedro Corrêa do Lago e Dom João de Orleans e Bragança". Já da Biblioteca Nacional, as coleções "D. Teresa Cristina Maria" e álbuns com retratos de artistas brasileiros e estrangeiros.
O portal opera com outros sistemas de bibliotecas digitais e utiliza o protocolo da Iniciativa dos Arquivos Abertos (Open Archives Initiative Protocol for Metadata Harvesting/OAI-PMH), para realizar a transferência de dados entre repositórios digitais.

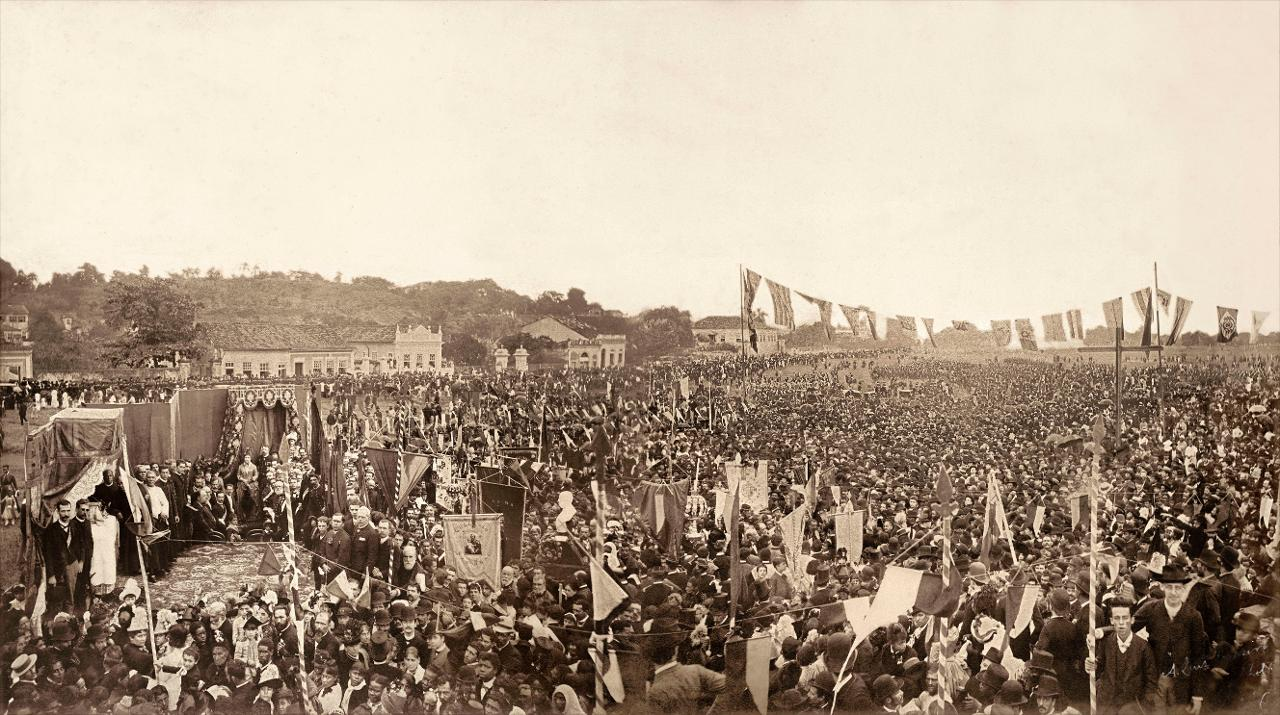
Missa em comemoração da Abolição da Escravatura, em 1888
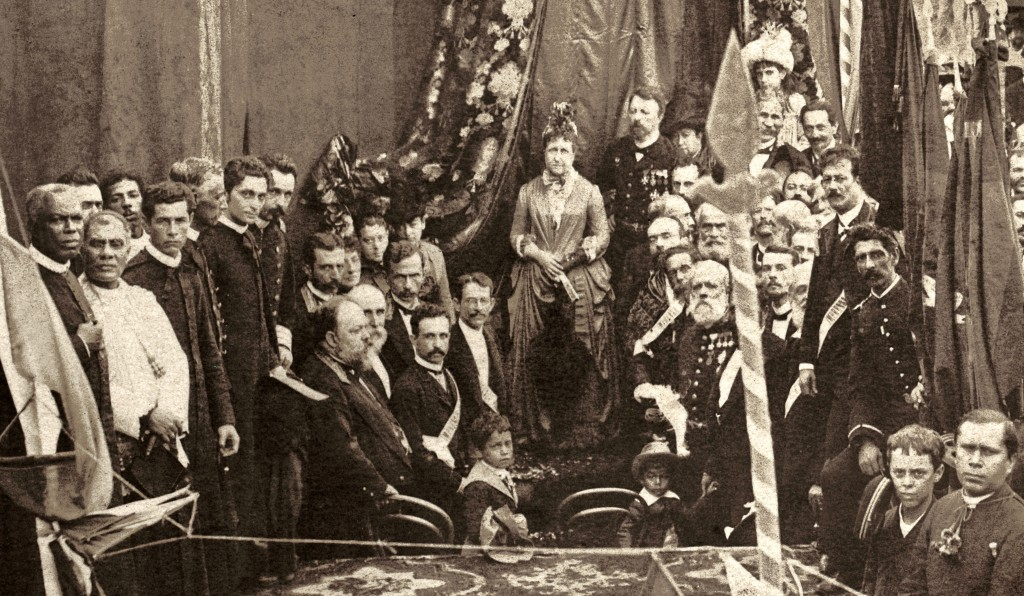
A corte durante a missa em comemoração da Abolição da Escravatura
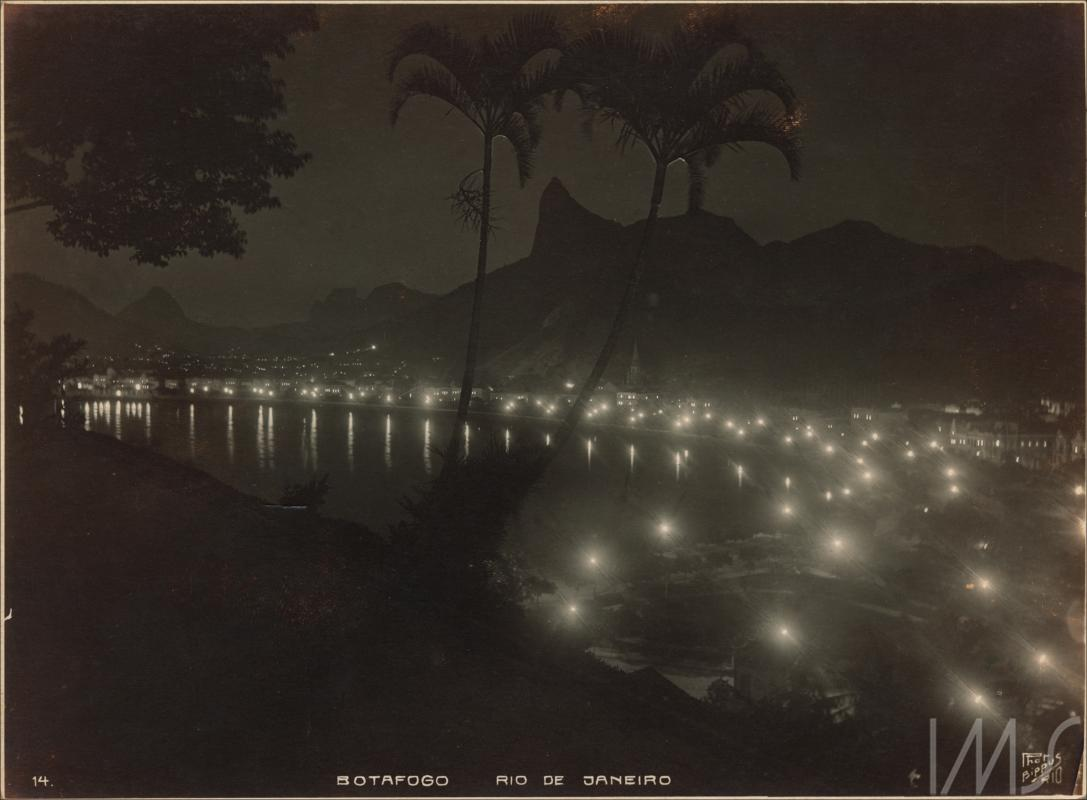
Praia de Botafogo, no Rio de Janeiro, em 1922
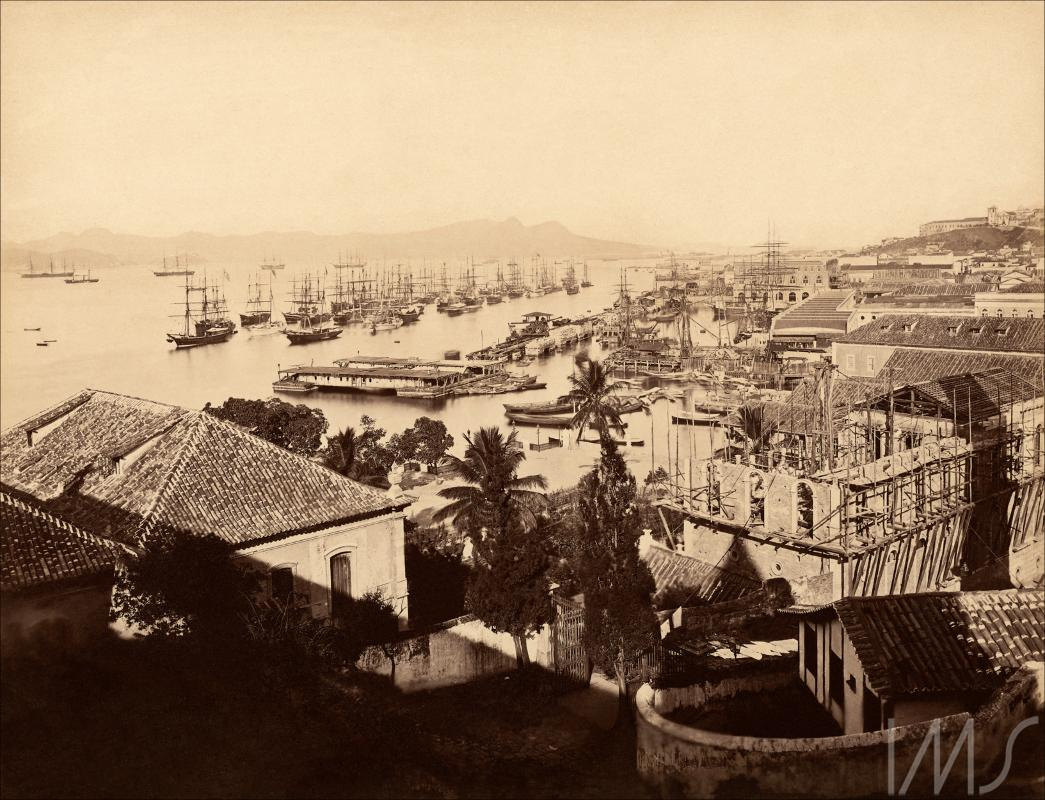
Porto do Rio de Janeiro em 1866
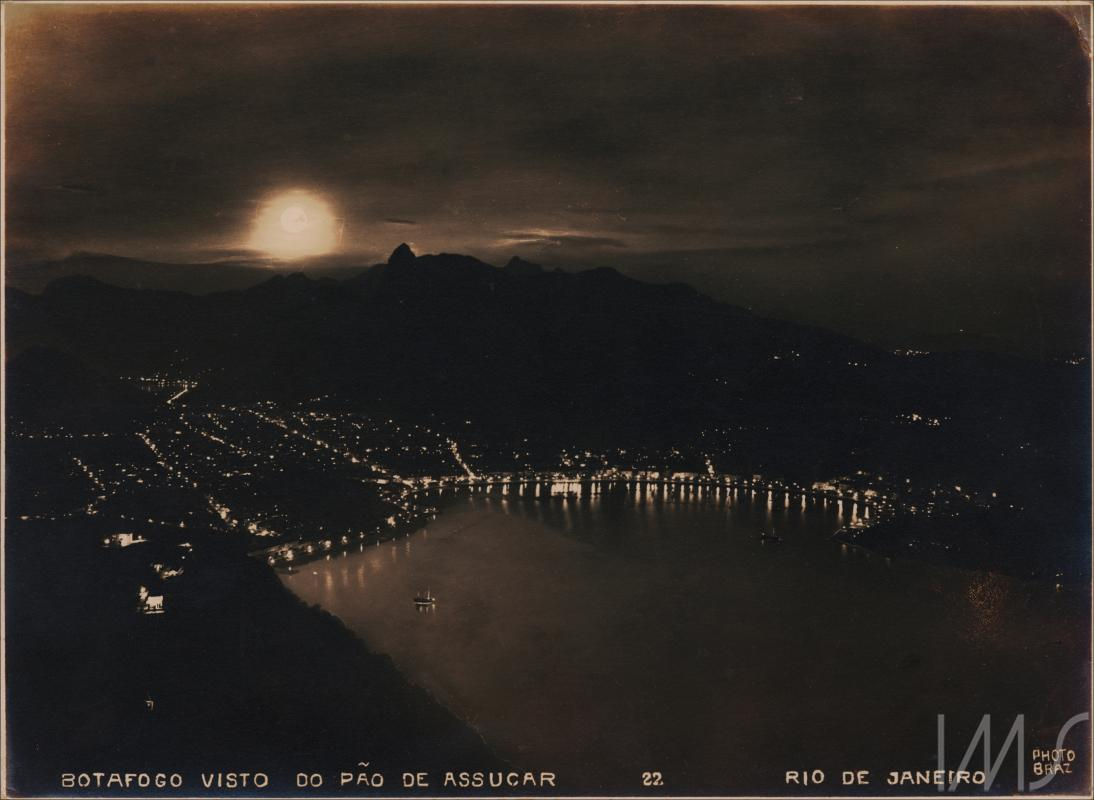
Bairro do Botafogo em 1922, visto do Pão de Açúcar